# قطعنامه ۱۷۷۷ شورای امنیت
قطعنامه ۱۷۷۷ شورای امنیت سازمان ملل متحد که در تاریخ ۲۰ سپتامبر ۲۰۰۷ تصویب شد، سندی بین‌المللی دربارهٔ بررسی وضعیت در لیبریا است. این قطعنامه طی نشست ۵۷۴۵ام با ۱۵ رای موافق، ۰ مخالف و ۰ ممتنع تصویب شد.